# Morte da ventilatore

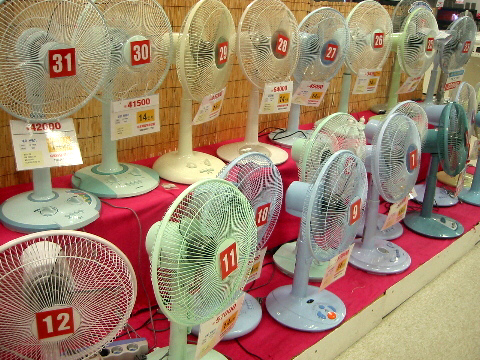
Ventilatori coreani, dove esiste tale credenza

La morte da ventilatore è una leggenda metropolitana originatasi nella Corea del Sud e diffusa in altri paesi dell'Estremo Oriente.

## Descrizione dei fatti
La superstizione vuole che un ventilatore elettrico, se lasciato in funzione di notte in una stanza chiusa, possa provocare la morte delle persone che vi si trovano all'interno.
Questa leggenda è così diffusa che spesso i ventilatori venduti in Corea del Sud sono forniti di un sistema di controllo a tempo che spegne il ventilatore dopo un certo numero di minuti e di indicazioni nei manuali d'uso che mettono in guardia dall'uso notturno dell'elettrodomestico.
Ogni estate in Corea del Sud i giornali danno molto risalto ai numerosi presunti casi di decessi dovuti ai ventilatori lasciati inavvertitamente in funzione durante il sonno.